# Olivia (cantante 1979)
Olivia, pseudonimo di Olivia Lufkin (オリヴィア・ラフキン?, Orivia Rafukin; Okinawa, 9 dicembre 1979), è una cantautrice giapponese.

## Carriera

### Gli esordi con le D&D
Madrelingua inglese per via del padre per metà americano e metà tedesco, a 16 anni viene scelta per far parte del gruppo D&D (Dance & Dream) con Aya Uehara e Chikano Higa. Nel 1996 esce il loro primo singolo In your eyes, a cui seguiranno altri 4 singoli (Love is a Melody, Sunshine Hero, Shape up love, Brand new love) e un album di debutto: Love is a Melody - D&D Memorial 1st.
Dopo l'uscita di questo cd la band si divide in 2 nuovi progetti: Olivia avrebbe continuato da solista mentre le altre 2 ragazze avrebbero continuato come Aya&Chika.

### Da solista
Durante i mondiali di calcio del 1998 viene scelta per cantare la canzone Together Now scritta da Jean-Michel Jarre e Tetsuya Komuro e nel 1999 pubblica i primi due singoli I.L.Y. - Yokubō e Re-Act scritti sempre da Komuro. In seguito pubblica il singolo Dear Angel composto interamente da lei, con cui dimostra di non avere solo una bella voce ma anche talento come compositrice.
Collabora con Shinya dei Luna Sea per il singolo Dekinai e nel 2000 pubblica il suo primo album Synchronicity.
Nel 2003, insieme all'amica Kozue Rin, decide di creare una linea d'abbigliamento: Black Daisy Ville e sempre durante quest'anno viene pubblicato il suo primo mini-album dal titolo Internal Bleeding Strawberry.
Con l'uscita di altri 3 mini-album (Merry & Hell Go Round, Comatose Bunny Butcher e The Return of the Chlorophyll Bunny) Olivia pubblica un secondo album: The Lost Lolli. In questo periodo ad eccezione di pochi concerti, inizia un lungo periodo di pausa che durerà quasi 2 anni e mezzo.
Durante il mese di marzo del 2006 viene annunciato che Olivia avrebbe ripreso la carriera musicale e che avrebbe composto la sigla finale dell'anime di Nana. Così il 28 giugno 2006 esce il singolo A Little Pain, che sarà seguito dal singolo Wish/Starless Night.
Il 28 ottobre, durante il concerto al PMX in America, annuncia la data del suo mini-album: The Cloudy Dreamer, uscito il 17/01/2007.
Il mini-album viene promosso dall'uscita del video:Stars Shining Out.
Il 28 febbraio esce l'album: Olivia Inspi' Reira (Trapnest), che contiene, oltre le canzoni incise per Nana, canzoni come Recorded Butterflies, Shadow of Love, Rock You e Tell Me.

## Discografia

### Album
- 2000 - Synchronicity
- 2004 - The Lost Lolli
- 2007 - Olivia Inspi' Reira (Trapnest)

#### Mini album
- 2003 - Internal Bleeding Strawberry
- 2003 - Merry & Hell Go Round
- 2003 - Comatose Bunny Butcher
- 2003 - The Return of the Chlorophyll Bunny
- 2007 - The Cloudy Dreamer
- 2008 - Trinka Trinka

### Singoli
- 1999 - I.L.Y.~Yokubou~ (I.L.Y.～欲望～?)
- 1999 - re-ACT
- 1999 - Dear Angel
- 2000 - Dress me Up
- 2000 - Dekinai (できない?)
- 2000 - Color of your Spoon
- 2001 - Sea me
- 2002 - Into The Stars
- 2006 - A little pain
- 2006 - Wish/Starless Night
- 2007 - Recorded Butterflies
- 2009 - Sailing Free

### DVD
- 2006 - VIDEO CLIPS

### Compilation
- 2003 - Tuesday Song
- 2004 - OPTION presents STREAM Z J-LOUD EDITION
- 2007 - NANA BEST
- 2008 - FLOWER FESTIVAL～VISION FACTORY presents
- 2010 - Greatest Hits